# Барон Феррерс из Уэма
Барон Феррерс из Уэма (англ. baron Ferrers of Wem) — английский дворянский титул, существовавший в пэрстве Англии в 1375—1396 годах.

## История
Первым обладателем титула считается Роберт де Феррерс из Вилишема (до 1350 — 24/30 декабря 1380), 2-й сын Роберта Феррерса, 3-го барона Феррерса из Чартли. Он женился на Элизабет Ботелер (около 1344/1345 — июнь 1411), дочери и наследнице Уильяма Ботелера, 3-го барона Ботелера из Уэма, а 28 декабря 1375 года получил вызов в английский парламент как барон Феррерс из Уэма. По современной доктрине это может рассматриваться как создание нового баронского титула. Однако в то время современная практика не регламентировалась, поэтому Роберт мог быть вызван в парламент просто как барон Ботелер из Уэма по праву жены (jure uxoris). Третий муж его жены называл себя в завещании «лорд Уэм по праву жены», хотя его в парламент никогда не вызывали.
Роберт умер в 1380 году, оставив несовершеннолетнего сына Роберта Феррерса. Хотя тот никогда в парламент не вызывался, но в поздних источниках он называется бароном Феррерсом из Уэма. Его женили на Джоан Бофорт (около 1379 — 13 ноября 1440), легитимизированной дочери Джона Гонта, герцога Ланкастерского, от связи с любовницей Екатерины Суинфорд. Он умер между маем 1395 и ноябрём 1396 года, оставив от брака с Джоан двух дочерей, Элизабет и Мэри. Его вдова не позже 29 ноября 1396 года вышла замуж за Ральфа Невилла, который в 1397 году получил титул графа Уэстморленда. Баронский же титул перешёл в состояние ожидания наследника.

## Бароны Феррерс из Уэма
- Роберт Феррерс (до 1350 — 24/30 декабря 1380), барон Ботелер из Уэма (по праву жены), 1-й барон Феррерс из Уэма с 1375[3].
- Роберт Феррерс (ок. 1373 — до 29 ноября 1396), 2-й барон Феррерс из Уэма с 1380, сын предыдущего[4].